# سیارک ۲۱۳۹۲
سیارک ۲۱۳۹۲ (به انگلیسی: 21392 Helibrochier، نامگذاری:1998FH32) بیست و یک هزار و سیصد و نود و دومین سیارک کشف شده‌است که در ۲۰ مارس ۱۹۹۸ کشف شد.
قدر مطلق سیارک برابر ۱۴.۱ است.